# Mia Hansen-Løve
Mia Hansen-Løve (París, 5 de febrero de 1981) es una realizadora francesa. Directora de varios largometrajes, en 2016 presentó su película El porvenir, protagonizada por la actriz Isabelle Huppert.

## Biografía
Hija de Laurence y Ole Hansen Løve, ambos profesores de Filosofía (su abuelo paterno era danés). Mientras estudia en el instituto, obtiene un primer papel en la película Fin août, début septembre (1998), de Olivier Assayas. Entró en 2001 en el conservatorio de arte dramático del X Distrito de París, que pronto abandona (2003). Colabora como crítica cinematográfica en la revista Cahiers du Cinéma entre 2003 y 2005.

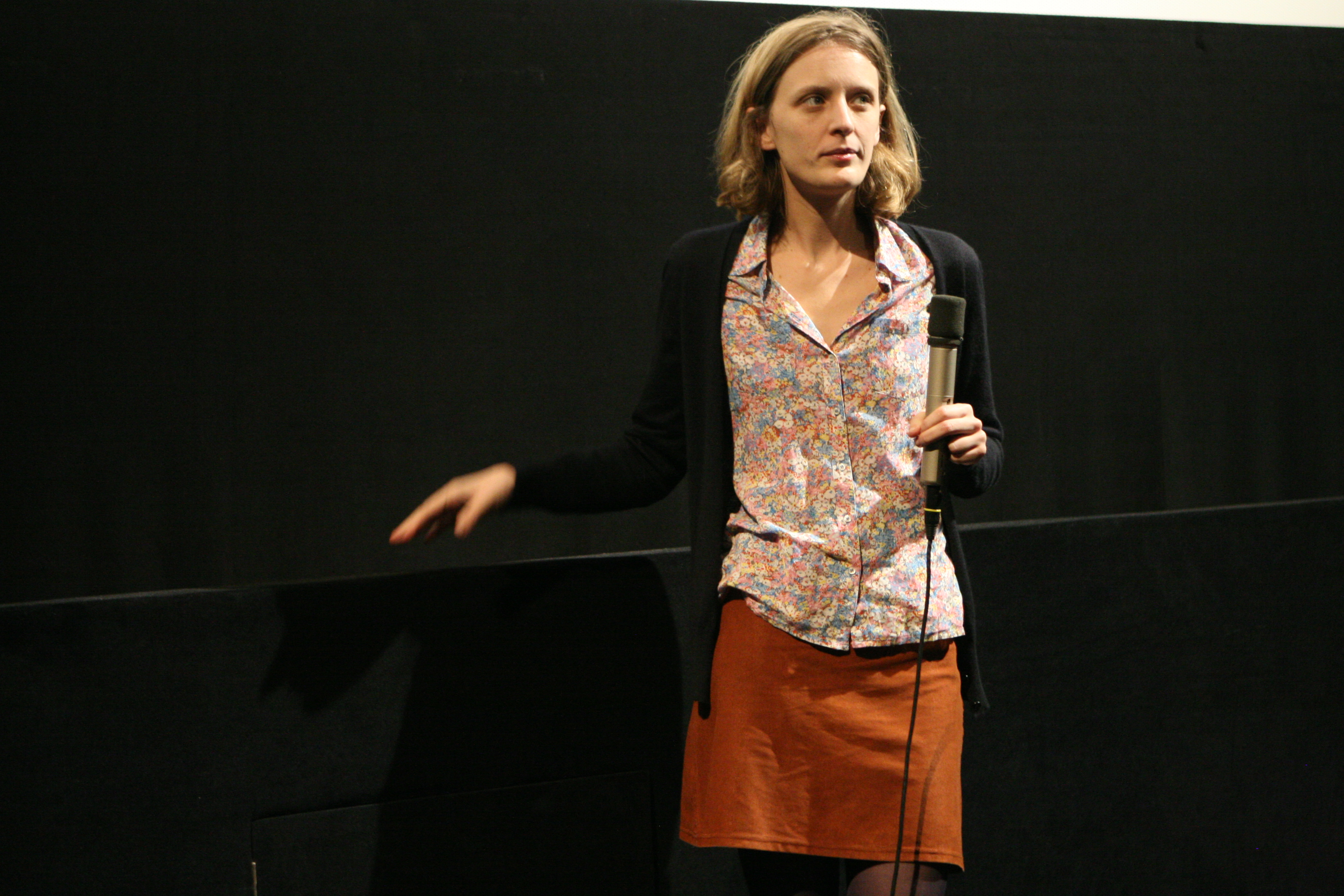
Mia Hansen-Løve, 2012.

Hansen-Love se casó con el director de cine Olivier Assayas, quien la dirigió en las películas Fin août, début septembre (1998) y Les Destinées sentimentales (2000). Juntos tienen una hija llamada Vicky, nacida en 2009.
Su hermano mayor, Sven Hansen-Løve, famoso disc jockey en la década de los 1990, fue la inspiración de su película Eden, con quien escribió el guion.
Su primo, Igor Hansen- Løve, periodista de L'Express, tuvo un pequeño papel en la película El padre de mis hijos (2009).

## Trayectoria
Tras sus primeras incursiones como actriz en las películas de Assayas, Mia Hansen-Løve realiza varios cortometrajes. Su primer largometraje, Todo está perdonado, que se estrena en 2007, obtiene el Premio Louis Delluc a la ópera prima. En 2009 presenta la película Le père de mes enfants. Dos años más tarde, en 2011, Un amour de jeunesse. Poco después vendrán Eden (2014) y L'Avenir (2016), que logró el Oso de Plata a la mejor realizadora de la Berlinale 2016.
En el Festival de Cannes 2013, preside los jurados de los premios Découverte du court-métrage y Revelation France 4 de la 52.º Semana de la Crítica.
En el Festival de Cannes de 2021, estrena su película Bergman Island, una coproducción internacional protagonizada por Vicky Krieps, Tim Roth y Mia Wasikowska, rodada en la isla sueca de Farö.
En la Quincena de Realizadores del Festival de Cannes de 2022, presenta su largometraje Una bonita mañana, protagonizado por Léa Seydoux y Melvil Poupaud, donde, como en gran parte de su filmografía, se inspira para su historia en episodios autobiográficos, en esta ocasión, la enfermedad neurodegenerativa de su padre.

## Filmografía

### Actriz
- 1998: Fin août, début septembre, de Olivier Assayas.
- 2000: Les Destinées sentimentales, de Olivier Assayas.

### Realizadora y guionista
Cortometrajes
- 2003: Après mûre réflexion
- 2005: Offre Spéciale

Largometrajes
- 2007: Tout est pardonné
- 2009: Le père de mes enfants
- 2011: Un amor de juventud
- 2014: Eden
- 2016: El porvenir
- 2018: Maya
- 2021: Bergman Island
- 2022: Una bonita mañana

## Distinciones

### Premios
Festival Internacional de Cine de Cannes
| Año  | Categoría                                             | Película               | Resultado |
| ---- | ----------------------------------------------------- | ---------------------- | --------- |
| 2009 | Premio Un Certain Regard - Premio especial del jurado | Le père de mes enfants | Ganadora  |

- 2007: Premio Louis Delluc a la ópera prima por Todo está perdonado.
- 2010: Premio Lumière al mejor guion por Le père de mes enfants.
- 2016: Oso de plata a la mejor realizadora de la Berlinale 2016 para El Porvenir.
- 2021: Premio a la excelencia creativa en el Festival Internacional de Cine de Reikiavik.[13]
- 2022: Label Europa Cinemas en la Quincena de Realizadores del Festival de Cannes por Una bonita mañana.[14]
- 2022: Premio Luna de Valencia en el Festival Internacional Cinema Jove.[15]

### Nominaciones y selecciones
- 2007: Quincena de los realizadores del Festival de Cannes; presentación de Todo está perdonado.
- 2008: Nominada a los premios César 2008 como mejor ópera prima por Todo está perdonado.
- 2009: Festival de Cannes, sección Un certain regard; presentación de la película Le père de mes enfants.
- 2011: Festival Internacional de Cine de Locarno 2011; presentación de Un amor de juventud.